# ダフィーのエリクサー

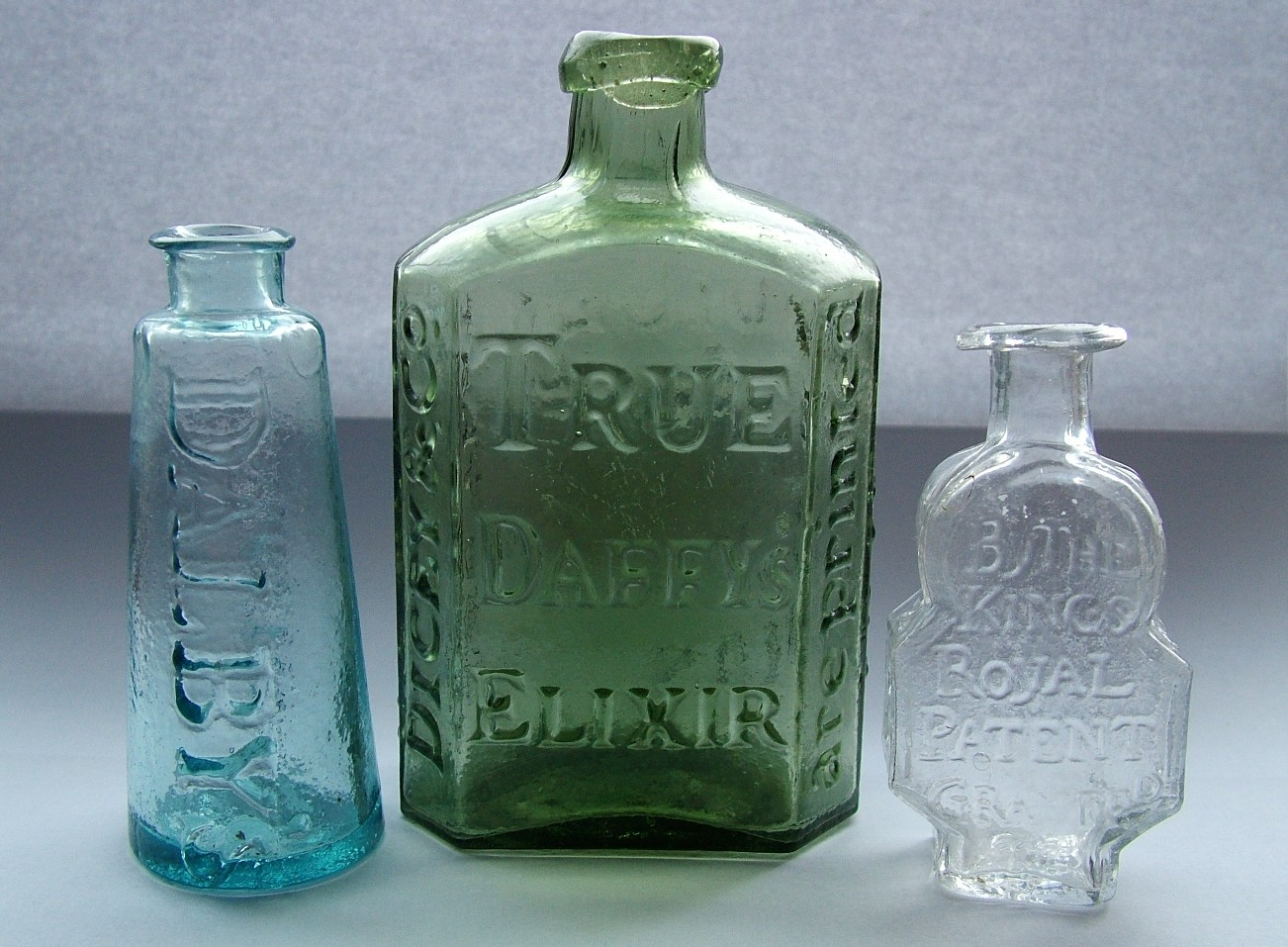
ダフィーのエリクサーの空瓶（中央） Dicey and Co.社製

ダフィーのエリクサー は、元々は胃薬として開発され、時代が下るにつれて万能薬として扱われた薬品のこと。18世紀から 19世紀にかけてイギリス、アメリカで人気の治療薬であった。

## 概要
1647年にレスターシャー州レッドマイルの牧師トーマス・ダフィーによって発明されたとされている。ダフィーはそれをエリクサー・サルティス（健康のエリクサー）と名付け、万能薬として宣伝した。

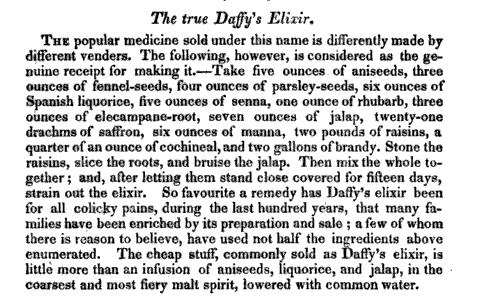
ウイリアム・オーガスタス・ヘンダーソンにより記述されたダフィーのエリクサーのレシピ。1829年

## 材料
「The true Daffy's Elixir」に記載されている初期のレシピ によるとアニス 、ブランデー、コチニールカイガラムシ、センナ、  マンニトール、パセリの種、レーズン、ルバーブ、サフラン、 リコリスなどが記載されている。

## 使用
19世紀初頭の広告によると以下の疾患に用いられた。
- 痙攣
- てんかん発作
- 結核
- 消化不良
- 発熱
- 痔
- 貧血
- 瘰癧
- くる病
- 結石
- 瘰癧
- 夜泣き
- 屁
- 痛風
- リウマチ
- 壊血病

人間以外でも馬のイライラや疝痛に対して用いられた。

## ダフィー死後の歴史
1680年にダフィーが亡くなった後、「ダフィーのエリクサー」のレシピは娘のキャサリンとノッティンガムで薬屋をしていた親戚のアンソニーとダニエルに受け継がれた。アンソニー・ダフィーは1690年代にロンドンに移り住み、『Directions for taking elixir salutis（ダフィーのエリクサー・サルティスの服用法）』や『Daffy's elixir salutis（ダフィーのエリクサー・サルティス）[ロンドン]』という名前の小冊子を発行し、ダフィーのエリクサーを利用し始めた。18世紀初頭にダフィーのエリクサーは全国紙や地方紙に大々的に広告された。この広告による成功は、ブランデーではなく粗悪なアルコールを使用したいくつかの偽造品を生んだ。その後、1775年頃にWilliam and Cluer Dicey & Co.がダフィーのエリクサーを製造するようになり、ダフィーのエリクサーのレシピは特許の対象ではなかったが、同社はダフィーのエリクサーの製造権を主張した。その後、 Dicey and Suttonに引き継がれ、後にミドルセックス州インフィールド区のW. Sutton & Co.に引き継がれ、19世紀を通して販売され続けた。

## 文学による言及
ダフィーのエリクサーはチャールズ・ディケンズ、ウィリアム・メイクピース・サッカレー、アントニー・トロロープ、トマス・ピンチョンのなどの小説に登場する。ディケンズの「オリバー・ツイスト」では作中で「ダフィーのエリクサーは調子の悪い乳児に飲ませるために家に常備しておかないもの」と記述され、サッカレーの「虚栄の市」第38章で「..そして、ダフィーのエリクサーこっそり幼児に投与しているセドリー夫人を見つけた」と記述されている。ピンチョンの「メイソンとディクソン」にも何度も登場し、ジェレマイア・ディクソンはチャールズ・メイソンと測量旅行に出発する前にダフィーのエリクサーを大量に購入しようとする。ベンジャミン・フランクリンはディクソンに対し輸入されたダフィーのエリクサーは高価なため、薬局で調整されたものを購入する方が良いと忠告している。

## 初期の広告
ダフィーのオリジナルで有名なエリクサー・サルティス：全能な神の摂理によって発見された有名なコーディアル・ドリンクであり、20年以上にわたって様々な人々（ここに掲載されている名前の人々は皆自発的に掲載を望みました）によって経験された、人類の最も優れた飲み物である。また、これまで知られているどんな薬よりも遥かに優れた秘密であり、すべての年齢、性別、顔色、体質に適合する。本書は、アンソニー・ダッフィー以外には出版されたことがなく、以後、未亡人のエルレノア・ダッフィーが出版を続けている。Milbourn dwelling in Jewen-Street, 1693.

## トーマス・ダフィー
トーマス・ダフィーは、1630年から1634年頃までアビンドン＝オン＝テムズのジョン・ロイスフリースクール（イギリス）（現在のアビンドン・スクール）で教育を受けた。1634年に奨学金を得てオックスフォードのペンブルック・カレッジに入学した（学士号1635年、修士号1640年）。ラトランド伯爵の命によりレスターシャーハービーの牧師となるが、その後解任される（ラトランド伯爵夫人の機嫌を損ねたためとされる）。1666年にレッドマイルの牧師となり、そこで亡くなるまで過ごした。